# Gustav Orglmeister
Gustav Franz Orglmeister (* 23. Dezember 1861 in Prag-Smíchov; † 25. Oktober 1953 in Wien) war ein österreichischer Architekt und Baumeister des späten Historismus.

## Leben

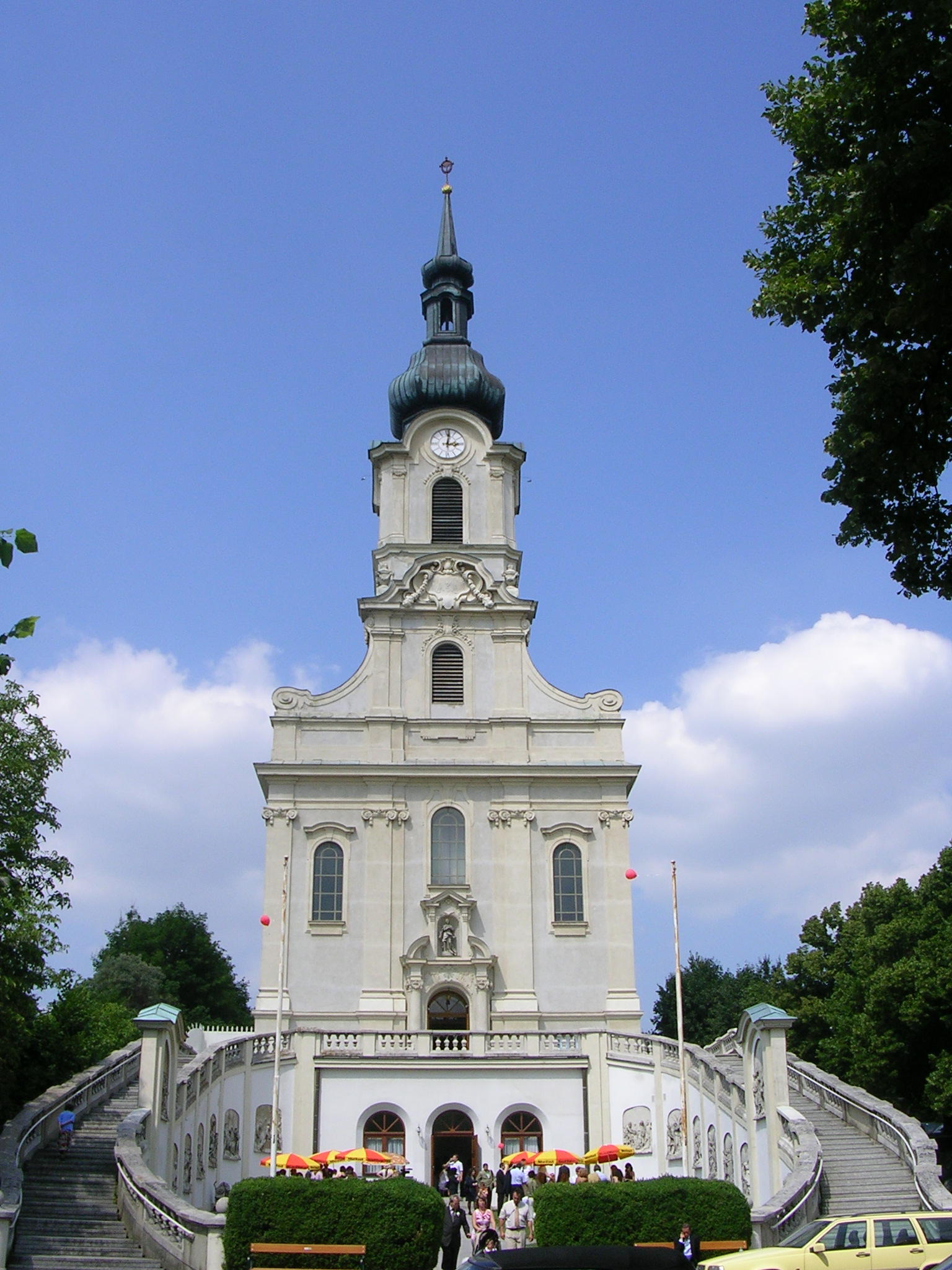
Kaasgrabenkirche

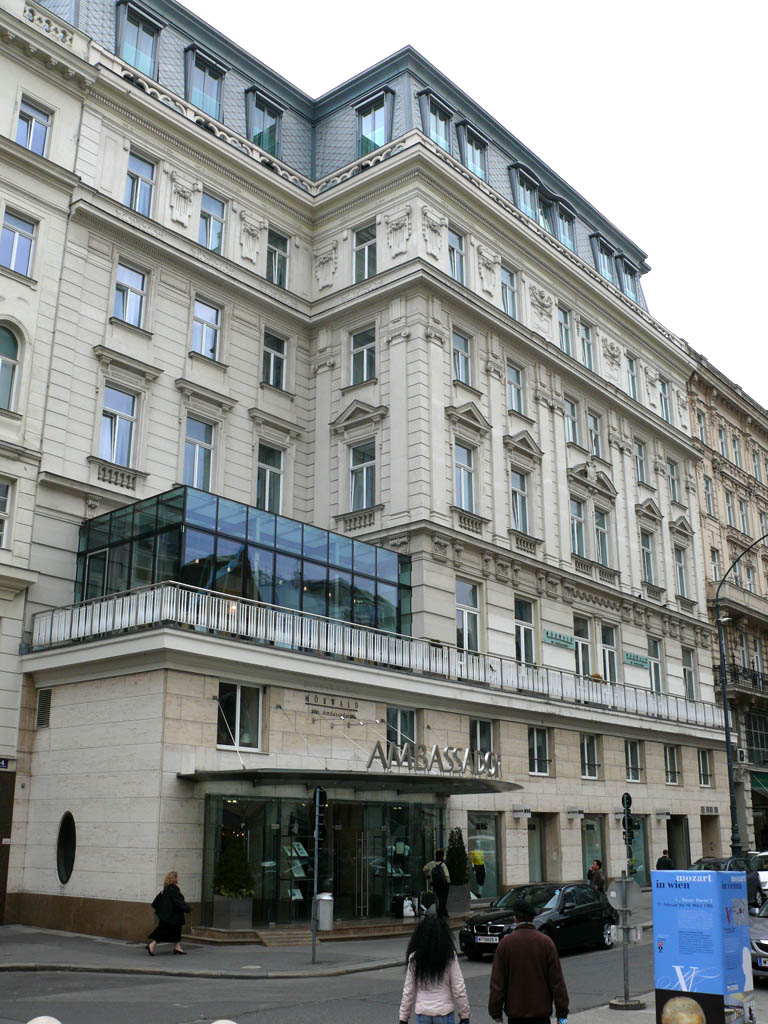
Hotel Krantz (heute Hotel Ambassador)

Gustav Orglmeister wurde im Prager Stadtteil Smírchov als Sohn des römisch-katholischen ehemaligen Jura-Studenten, Buchhalters bzw. Privatlehrers Dominik Orglmeister (* 1825 Kriegern, Amtsbezirk Podersam, Saazer Kreis, Böhmen) und der aus Prag stammenden Cäcilia Orglmeister geb. Suchanek geboren. Sein Onkel war der Jurist und k. k. Steuerinspektor Leopold Suchanek (zuerst als Finanzconzipist in Fiume Veneto, später als Finanzbezirkscommissär III. Klasse und Inspektor in Böhmen tätig). Orglmeister absolvierte die Gewerbeschule in Reichenberg und die Deutsche Technische Hochschule Prag sowie die Kunstgewerbeschule Prag. 1889 gründete er in Wien gemeinsam mit Franz Kupka die Firma Kupka & Orglmeister und erhielt 1890 die Stadtbaumeister-Konzession. Kupka und Orglmeister waren vielfältig tätig. Sie bauten unter anderem Wohn- und Geschäftshäuser, Villen, Klubhäuser für Sportvereine sowie Ausstellungsbauten und erhielten sogar Aufträge im Eisenbahnbau, so etwa an der Wocheinerbahn. Ab 1911 war Orglmeister selbständiger Architekt und alleiniger Besitzer des Baugeschäfts G. Orglmeister.

## Familie
Die Familie Orglmeister (Orgelmeister) hat ihren Ursprung in Kriegern, Bezirk Podersam, Böhmen. Orglmeister heiratete am 31. August 1892 in Wien-Innere Stadt (in der Lutherischen Stadtkirche) Elisabeth Anna Martini (1872–1939), die Tochter des Knopffabrikanten Hermann Julius Martini. In einigen Veröffentlichungen wird alternativ das Eheschließungsjahr 1901 genannt. Aus der Ehe stammen zwei Söhne: der Baumeister Dipl.-Ing. Gustav Oglmeister (* 1894) und der Bankbeamte Franz Herbert Orglmeister (* 1895). Fälschlicherweise wird im Traueintrag der Vorname des Vaters mit Daniel statt Dominik angegeben.
Stadtbaumeister Orglmeister war ein Cousin des Assistenzarztes der Pharmakologie am Deutschen Pharmakologischen Institut Prag und später in Dux (Böhmen) tätigen Gustav W. Orglmeister (* 1879 Kriegern). Dieser war verheiratet mit der aus Saaz stammenden Frauenärztin Johanna Orglmeister geb. Bernt (* 1882 Saaz), Tochter des Juristen, Stadtrats und Bezirksobmanns Franz Bernt (1847–1929) und der gebürtigen Saazerin Rosa Bernt geb. Pezellen (1850–1909). Rosa Pezellen (Saazer Familienname auch geschrieben Pezeli, Pezely, Petzeli, Pecelius, Pezelius...) war eine Verwandte des Juristen Franz Max Broudre in Saaz und der Malerin und Künstlerin Tina Bauer-Pezellen.

## Auszeichnungen
- 1903: k. u. k. Hofbaumeister[3]
- 1909: gerichtlich beeideter Bausachverständiger und Schätzmeister
- 1911: Franz-Joseph-Orden
- königlich schwedischer Wasa-Orden
- königlich preußischer Kronenorden III. Klasse
- Ehrenzeichen für Verdienste um das Rote Kreuz

## Bauten und Entwürfe
- 1897: Hotel Krantz (heute Hotel Ambassador) in Wien, Neuer Markt 6
- 1901: Remise und Depot (Bundesmobilienverwaltung) in Wien, Mariahilfer Straße 88
- 1904: Beteiligung am Bau der Triester- oder Karstbahn von Görz nach Triest
- 1909–1910: Kaasgrabenkirche in Wien, Ettingshausengasse 1
- 1913: Pavillon für die Adria-Ausstellung
- 1924–1925: Pfarrkirche Pischelsdorf an der Leitha